# Max Seidel
Max Seidel (Basilea, 9 febbraio 1940) è uno storico dell'arte svizzero.

## Biografia
Dopo aver studiato all'Università di Basilea e Zurigo,  dove ha insegnato fino al 1979, è passato alle università di Gottinga e Heidelberg. Dal 1993 al 2005 è stato direttore del Kunsthistorisches Institut in Florenz. Socio della Max-Planck-Gesellschaft, dell'Accademia delle arti del disegno, dell'Accademia degli Intronati, nel 2005 è diventato cittadino onorario della città di Firenze. È sposato dal 1968 con la  storica Silvana Seidel Menchi. Studioso dell'arte italiana medievale e rinascimentale, ha fornito contributi rilevanti sulla scultura gotica e, in particolare, su Nicola e Giovanni Pisano.

## Opere principali
- Il pulpito di Nicola Pisano nel Duomo di Siena, Milano, A. Martello, 1971
- La scultura lignea di Giovanni Pisano, Firenze, Edam, 1971
- Hinterglasbilder, Stuttgart-Zurich, Belser, 1978
- Suddeutsches Barock, Stuttgart-Zurich, Belser, 1980
- Ambrogio Lorenzetti cronista nuziale: alle origini della pittura di vita privata, Torino, Bollati Boringhieri, 1993
- Arte italiana del Medioevo e del Rinascimento, 2 voll, Venezia, Marsilio, 2003
- Potere delle immagini, immagini del potere: Lucca città imperiale: iconografia politica, Venezia, Marsilio, 2007
- Padre e figlio: Nicola e Giovanni Pisano, 2 voll., Venezia, Marsilio, 2012